# Паглиновский, Дмитрий Моисеевич
Дми́трий Моисе́евич Паглино́вский (1768 — 24 апреля [6 мая] 1840, Санкт-Петербург) — первый директор военно-походной канцелярии императора, директор правления государственного ассигнационного банка, действительный статский советник; переводчик (перевёл с немецкого языка повести Гауфа, в частности «Отелло»).

## Биография
Происходил из белорусского шляхетства; 17 февраля 1782 года определен на службу в Рогачёвскую комендантскую канцелярию, 15 марта 1786 года переведён в Могилёвскую казённую палату губернским регистратором, 14 июля 1787 года переведён в Костромское наместническое правление зауряд-секретарём, с прикомандированием к губернатору Ламбу.
17 декабря 1797 года был переведён в государственную военную коллегию секретарём 9 класса, 21 октября 1798 года получил чин коллежского асессора, 15 марта 1799 года прикомандирован к генерал-адъютантским делам, 19 января 1804 года получил чин статского советника, 16 августа 1806 года при учреждении штатной Его Императорского Величества военно-походной канцелярии назначен её директором. С 13 октября 1811 года назначен членом инспекторской экспедиции, 19 марта 1812 года назначен начальником 1-го отделения инспекторского департамента, 3 марта 1816 года перемещён на ту же должность в инспекторский департамент главного штаба Его Императорского Величества, 29 марта 1816 года назначен советником правления государственного ассигнационного банка, а 27 ноября того же года назначен управляющим экспедицией для приёма и ревизии ассигнаций, 7 января 1824 года назначен директором правления этого банка, 31 декабря 1825 года получил чин действительного статского советника.
Состоял в масонской ложе «Орла Российского».
Скончался в Санкт-Петербурге 24 апреля (6 мая) 1840 года.

## Награды
- 14 июля 1800 года — пожаловано в вечное и потомственное владение в Саратовской губернии 2000 десятин земли.
- 4 апреля 1808 года — бриллиантовый перстень.
- 31 мая 1808 года — орден Св. Анны 2-й степени.
- 29 января 1810 года — пожаловано в вечное и потомственное владение 2000 десятин земли.
- 30.08.1810 года — алмазные знаки к ордену Св. Анны 2-й степени.
- 27 октября 1827 года — орден Св. Владимира 4-й степени.
- 25 августа 1829 года — орден Св. Владимира 3 степени.
- 22 августа 1832 года — знак отличия беспорочной службы за XL лет.
- 2 апреля 1833 года — орден Св. Станислава 2-й степени.

## В воспоминаниях современников
С. П. Жихарев. Записки современника: Дневник чиновника:
Д. М. Паглиновский, правитель военной канцелярии генерал-адъютанта графа Ливена, заведывавшего военными делами при особе государя, был человек отличных качеств ума и сердца. При той значительности, которою он пользовался по чрезвычайно важному своему месту, при тех близких сношениях с первыми людьми государственными тогдашнего времени, которые давали ему право на некоторое предпочтение перед другими, он был не только не спесив и не заносчив, но, напротив, скромен, снисходителен, вежлив и бескорыстно услужлив до невероятной степени. По назначении графа Аракчеева министром военных сил канцелярия графа Ливена была упразднена, и Паглиновский поступил правителем же канцелярии к новому министру, которого благосклонностью и уважением он пользовался несколько лет. Но всемогущая сила обстоятельств изменила служебное поприще этого достойного человека: он был долго в отставке, потом опять вступил в службу и умер советником Ассигнационного банка. 

## Семья
Был женат на Александре Аркадьевне Бахметевой. У них родились: 14 октября 1807 года — Дмитрий; 17 ноября 1816 года — Варвара.